# Clement Chukwu
Clement Chukwu, född den 7 juli 1973, är en nigeriansk friidrottare som tävlar i kortdistanslöpning.
Chukwu deltog vid VM 1997 men blev då utslagen i semifinalen på 400 meter. Vid VM 1999 blev han utslagen i kvartsfinalen på samma distans.
Chukwu deltog tillsammans med Enefiok Udo-Obong, Jude Monye och Sunday Bada vid Olympiska sommarspelen 2000 i stafettlaget på 4 x 400 meter som slutade på andra plats efter USA. USA fråntogs sedermera guldet då Antonio Pettigrew varit dopad. IAAF har ännu inte bestämt om Nigeria ska få guldmedaljerna. 
Mellan åren 1992 och 1996 var Chukwu avstängd för dopning. 

## Personliga rekord
- 400 meter - 44,65